# Joachim Eckart (Mediziner)
Joachim Eckart (* 30. Januar 1928 in Bad Kreuznach; † 6. November 2023 in Augsburg) war ein deutscher Anästhesist und Ernährungsmediziner. Von 1986 bis 1994 war er Ärztlicher Direktor des Zentralklinikums Augsburg. Eckart gilt als einer der Wegbereiter der klinischen Ernährungsmedizin in Deutschland.

## Werdegang
Joachim Eckart wurde am 30. Januar 1928 in Bad Kreuznach geboren. 1948 begann er das Studium der Humanmedizin an der Universität zu Köln und schloss es an der Freien Universität Berlin ab. Nach der Anerkennung als Facharzt für Innere Medizin begann er am Klinikum Steglitz der Freien Universität die Weiterbildung im Fach Anästhesiologie und arbeitete dort ab 1967 als Oberarzt mit dem Schwerpunkt Intensivmedizin. 1972 habilitierte er sich zum Thema „Grundlagen der parenteralen Ernährung in der operativen Medizin“ und war bis Ende 1973 leitender Oberarzt am Institut für Anästhesiologie der TU München im Klinikum rechts der Isar.
1974 wurde Eckart Leiter des Instituts für Anästhesiologie des Krankenhauszweckverbandes Augsburg. 1983 übernahm er im neuen Zentralklinikum Augsburg die organisatorische Leitung der zentralen Operationsabteilung, des Reanimationsteams und der Operativen Intensivstation. Von 1986 bis zu seiner Pensionierung 1994 war Joachim Eckart zusätzlich Ärztlicher Direktor des Zentralklinikums Augsburg. Seine wissenschaftlichen Schwerpunkte waren Untersuchungen zum Energiestoffwechsel und zur künstlichen Ernährung von Intensivpatienten unter besonderer Berücksichtigung des Fettstoffwechsels.
Überregional bekannt wurde Eckart insbesondere durch sein jahrzehntelanges Engagement für Weiter- und Fortbildung in Anästhesiologie und Intensivmedizin. 1989 initiierte er in Augsburg die Veranstaltungen Repetitorium Intensivmedizin und Anästhesiologie der Deutschen Akademie für Anästhesiologische Fortbildung, die er bis 2022 organisatorisch und wissenschaftlich begleitete.

## Würdigung
Eckart gehörte zu den Pionieren der klinischen Ernährungsmedizin in Deutschland. Anfang der 1980er Jahre gehörte er – gemeinsam mit Ahnefeld, Holm, Wolfram und anderen – zu den Klinikern und Wissenschaftlern, die den wissenschaftlichen Austausch und ärztliche Bildungsangebote zur klinischen Ernährung im Rahmen eines Fachverbandes für notwendig erachteten.  1981 war er Gründungsmitglied der Deutschen Arbeitsgemeinschaft für Künstliche Ernährung DAKE, aus der später die Deutsche Gesellschaft für Ernährungsmedizin hervorging.

## Ehrungen (Auswahl)
- 2001: Ehrenmitgliedschaft der Deutschen Gesellschaft für Anästhesiologie und Intensivmedizin (DGAI)[6]
- 2004: Konrad-Lang-Medaille der Deutschen Gesellschaft für Ernährungsmedizin